# My Tho

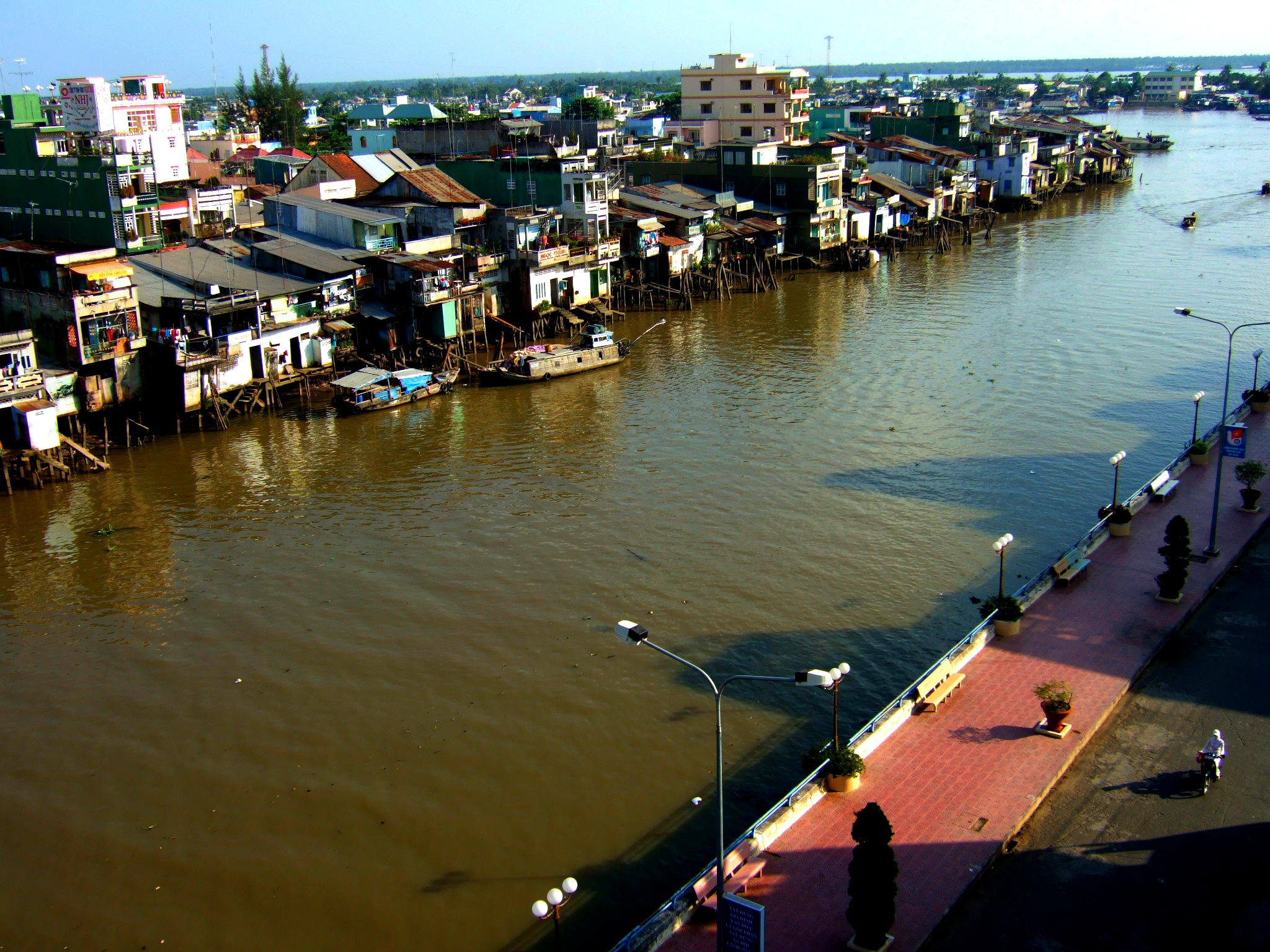
My Tho.

My Tho (på vietnamesiska Mỹ Tho) är en stad i Vietnam och är huvudstaden i provinsen Tien Giang. Folkmängden uppgick till 181 367 invånare vid folkräkningen 2009, varav 130 081 invånare bodde i själva centralorten.
Staden grundades på 1680-talet av kinesiska flyktingar från Taiwan men få kineser finns kvar på grund av förföljelse under 1970-talet. I närheten finns några öar som turister brukar besöka, bland annat kokosnötmunkens ö och Tan Long-ön.